# Cecil B. Demented
Cecil B. Demented is een Amerikaanse cultfilm uit 2000, vol zwarte humor. De film is geschreven en geregisseerd door John Waters. De rollen werden gespeeld door Melanie Griffith, Stephen Dorff, Alicia Witt, Adrian Grenier, Michael Shannon en Maggie Gyllenhaal. De titel (is ook Dorffs karakternaam) is een spel gebaseerd op de naam van de bekende regisseur Cecil B. DeMille. De film werd opgenomen in Baltimore (Maryland).

## Verhaal
Honey Whitlock, een A-lijst actrice uit Hollywood, doet zich in het openbaar voor als een zachtaardige en betrokken vrouw, maar is in werkelijkheid kil en veeleisend. Terwijl ze in Baltimore is voor filmopnames, wordt ze ontvoerd door de manische filmregisseur Cecil B. Demented en zijn groep van Andy Warhol-aanbiddende artiesten. Ze omschrijven zichzelf als "kamikaze filmmakers" en hanteren als groep de naam "SprocketHoles". Onder hen bevinden zich een pornoster, een homoseksuele vrachtwagenchauffeur en een satanist.
Honey wordt voorgesteld aan Cecils excentrieke vrienden, die ook allemaal meespelen in Cecils film. Ze nemen haar mee naar een verlaten filmtheater, waar ze vast wordt gehouden. Cecil wil een meesterwerk van een film maken getiteld "I have a vision!", en heeft Honey nodig voor de hoofdrol. Honey weigert eerst, maar Cecil haalt haar over toch mee te werken.
Naarmate de tijd vordert raakt Honey steeds meer vertrouwd met haar nieuwe omgeving. Wanneer ze op televisie een reportage over haar vermissing ziet, ontdekt ze aan de hand van wat mensen over haar vertellen hoe achterbaks ze is geweest. Honey beseft dat zelfs als ze aan Cecil en zijn groep ontsnapt, ze niet meer terug kan naar Hollywood omdat iedereen daar haar nu haat. Ze besluit daarom de film af te maken en sluit zich definitief aan bij de "SprocketHoles."
Cecil, Honey en de crew maken onder andere opnames op locaties die niet aan hen zijn toegewezen, waarbij steeds een groot aantal omstanders er onvrijwillig bij betrokken raken. Ze komen ook regelmatig in conflict met de politie. In de climax, waarin Cecil de laatste scène van zijn film wil opnemen in een drive-in, moet Honey haar haren in brand steken. Ze doet dit, waarna Cecil zodra de politie arriveert zichzelf ook in brand steekt.

## Rolverdeling
| Acteur             | Personage                          |
| ------------------ | ---------------------------------- |
| Melanie Griffith   | Honey Whitlock                     |
| Stephen Dorff      | Cecil B. Demented (Otto Preminger) |
| Alicia Witt        | Cherish (Andy Warhol)              |
| Adrian Grenier     | Lyle (Herschell Gordon Lewis)      |
| Larry Gilliard Jr. | Lewis (David Lynch)                |
| Maggie Gyllenhaal  | Raven (Kenneth Anger)              |
| Jack Noseworthy    | Rodney (Pedro Almodóvar)           |
| Mink Stole         | Mrs. Sylvia Mallory                |
| Ricki Lake         | Libby                              |
| Patricia Hearst    | Fidgets moeder                     |
| Michael Shannon    | Petie (Rainer Fassbinder)          |
| Eric Barry         | Fidget (William Castle)            |
| Zenzele Uzoma      | Chardonnay (Spike Lee)             |
| Erika Lynn Rupli   | Pam (Sam Peckinpah)                |
| Harriet Dodge      | Dinah (Sam Fuller)                 |
| Channing Wilroy    | Shop Steward                       |

### Cameo's
| Acteur          | Personage                     |
| --------------- | ----------------------------- |
| Kevin Nealon    | zichzelf                      |
| Roseanne Barr   | zichzelf                      |
| Rosemary Knower | Mrs. Demented                 |
| Doug Roberts    | Mr. Demented                  |
| Eric Roberts    | Honey Whitlocks ex-echtgenoot |
| John Waters     | verslaggever                  |

## Achtergrond